# Connpass
connpassとは、株式会社ビープラウドが運営するIT勉強会の支援プラットフォームである。名前の由来はconnectとpassを組み合わせたかばん語。

## 概要
当初は株式会社ビープラウドが主催するIT勉強会「BPStudy」の管理に使用するために開発したプラットフォームだったが、「良いものは社会に還元していきたい」という思いから2011年に開設された。
株式会社ビープラウドの取締役である九津見真太郎は、プラットフォーム運営の方針として「『エンジニアをつないで次のチャンスをつくる』ことを目的に、信頼できるイベントやコミュニティなどを発見できる場を提供すること」と語っている。

## サービス
IT勉強会の主催者に対してはイベントを作成・公開することで、公開したイベントページの統計（ページビュー、ユニークユーザー数、参加申込数）表示、申込者管理、出席管理の機能を提供する。またイベント参加者に対してはイベント検索、イベント申込、出席登録の機能を提供する。
また、ユーザーがグループを作成・参加できる機能があり、参加したグループで開催されるイベントの通知を得られるようになったり、知り合いがイベントに参加したかどうか確認できるようになる。

## 評価
IT業界の企業からは、参加したいIT勉強会を探すためのツールの1つとして評価されている。
また会社四季報業界地図2023年版では、プログラミング業界におけるおすすめの情報源の1つに取り上げられている。